# Giải bóng đá trong nhà vô địch quốc gia 2009
Giải futsal Quốc gia 2009 là giải bóng đá futsal do Liên đoàn bóng đá Việt Nam tổ chức lần thứ ba hàng năm. Mùa giải 2009, sân chơi hấp dẫn và giàu tính trình diễn này sẽ là cuộc đua tài của 10 đội bóng, gồm: V.Sport Báo Công an Thành phố Hồ Chí Minh, Công ty địa ốc Đất Lành Thành phố Hồ Chí Minh, Hoàng Thư Đà Nẵng, Khánh Tân Gia Lai, Maseco Thành phố Hồ Chí Minh, Ô tô Phạm Gia Thành phố Hồ Chí Minh, Sanna Khánh Hoà, Thái Sơn Bắc, Thái Sơn Nam. Theo kế hoạch, giải sẽ diễn ra tại Nhà thi đấu Phú Thọ-Thành phố Hồ Chí Minh từ ngày 21/2/2009 đến ngày 28/2/2009. Năm nay, giải đóng ý nghĩa quan trọng trong kế hoạch tuyển chọn cầu thủ cho Đội tuyển Futsal nhằm chuẩn bị cho 4 mục tiêu lớn là: Vòng loại Futsal Đông Nam Á, Vòng loại Futsal châu Á, Asian Indoor Games 3 và SEA games 25.

## Phương thức thi đấu
9 đội tham dự sẽ được chia thành 2 bảng A và B, thi đấu vòng tròn một lượt tại mỗi bảng để tính điểm xếp hạng, chọn 2 đội Nhất, Nhì tại mỗi bảng vào thi đấu tại Bán kết (Nhất bảng A gặp Nhì bảng B, nhất bảng B gặp Nhì bảng A).
Hai đội thắng tại Bán kết giành quyền vào thi đấu Chung kết, 2 đội thua đồng hạng Ba.
Các trận Bán kết, chung kết thi đấu theo thể thức loại trực tiếp 1 trận. Nếu sau thời gian thi đấu chính thức (40 phút) tỷ số hoà, sẽ thi đá luân lưu 6m để xác định đội thắng.

## Cách tính điểm, xếp hạng
- Chín đội thi đấu vòng tròn một lượt, tính điểm xếp hạng.
- Cách tính điểm xếp hạng:
  - Đội thắng: 3 điểm
  - Đội hoà: 1 điểm
  - Đội thua: 0 điểm
  - Tính tổng số điểm của các đội đạt được để xếp thứ hạng.
- Nếu có từ hai đội trở lên bằng điểm nhau, trước hết tính kết quả của các trận đấu giữa các đội đó với nhau theo thứ tự:
  - Tổng số điểm.
  - Hiệu số của tổng số bàn thắng trừ tổng số bàn thua.

Đội nào có chỉ số cao hơn sẽ xếp trên.
- Nếu các chỉ số trên bằng nhau, thì tiếp tục xét các chỉ số của toàn bộ các trận đấu trong giải theo thứ tự:
  - Hiệu số của tổng số bàn thắng trừ tổng số bàn thua.
  - Tổng số bàn thắng.

Đội nào có chỉ số cao hơn sẽ xếp trên, nếu vẫn bằng nhau sẽ tổ chức bốc thăm.

## Giải thưởng
Cơ cấu giải thưởng:
- Đội vô địch: Cúp, HCV, bảng danh vị và giải thưởng 25 triệu đồng
- Đội thứ Nhì: HCB, bảng danh vị và giải thưởng 15 triệu đồng
- Đồng hạng Ba: HCĐ, bảng danh vị và giải thưởng 10 triệu đồng
- Cầu thủ xuất sắc nhất: Bảng danh vị, giải thưởng 2 triệu đồng
- Cầu thủ ghi nhiều bàn thắng nhất: Bảng danh vị, giải thưởng 2 triệu đồng
- Thủ môn xuất sắc nhất: Bảng danh vị, giải thưởng 2 triệu đồng.[1]

## Lịch thi đấu và kết quả
Giải sẽ diễn ra tại Nhà thi đấu Phú Thọ-Thành phố Hồ Chí Minh từ ngày 21/2/2009 đến ngày 28/2/2009.
| Ngày      | Giờ   | Đội 1 - Đội 2                         | Tỷ số |
| 20/2/2009 | 14:00 | Thái Sơn Nam - Maseco                 | 10-0  |
| 20/2/2009 | 15:30 | V.Sports Báo CA - Thái Sơn Bắc        | 1-2   |
| 20/2/2009 | 18:00 | Ôtô Phạm Gia Q6 - Đất Lành            | 6-6   |
| 20/2/2009 | 19:30 | Sanna Khánh Hòa - Tân Phong Gia Lai   | 6-2   |
| 21/2/2009 | 14:30 | Đất Lành - Maseco                     | 4-0   |
| 21/2/2009 | 16:15 | Thái Sơn Bắc - Thái Sơn Nam           | 2-4   |
| 21/2/2009 | 18:00 | Tân Phong Gia Lai - V.Sports Báo CA   | 1-5   |
| 21/2/2009 | 19:30 | Hoàng Thư Đà Nẵng - Ôtô Phạm Gia Q6   | 9-4   |
| 22/2/2009 | 14:00 | Maseco - V.Sports Báo CA              | 1-4   |
| 22/2/2009 | 15:30 | Ôtô Phạm Gia Q6 - Thái Sơn Nam        | 2-6   |
| 22/2/2009 | 18:00 | Thái Sơn Bắc - Sanna Khánh Hòa        | 2-2   |
| 22/2/2009 | 19:30 | Đất Lành - Hoàng Thư Đà Nẵng          | 3-8   |
| 23/2/2009 | 14:00 | V.Sports Báo CA - Ôtô Phạm Gia Q6     | 3-5   |
| 23/2/2009 | 15:30 | Maseco - Sanna Khánh Hòa              | 7-4   |
| 23/2/2009 | 18:00 | Thái Sơn Nam - Hoàng Thư Đà Nẵng      | 2-5   |
| 23/2/2009 | 19:30 | Tân Phong Gia Lai - Thái Sơn Bắc      | 2-8   |
| 24/2/2009 | 14:00 | Sanna Khánh Hòa - Ôtô Phạm Gia Q6     | 9-14  |
| 24/2/2009 | 15:30 | Hoàng Thư Đà Nẵng - V.Sports Báo CA   | 3-7   |
| 24/2/2009 | 18:00 | Tân Phong Gia Lai - Maseco            | 4-10  |
| 24/2/2009 | 19:30 | Đất Lành - Thái Sơn Nam               | 3-3   |
| 25/2/2009 | 14:00 | Hoàng Thư Đà Nẵng - Sanna Khánh Hòa   | 4-5   |
| 25/2/2009 | 15:30 | Ôtô Phạm Gia Q6 - Tân Phong Gia Lai   | 11-5  |
| 25/2/2009 | 18:00 | V.Sports Báo CA - Đất Lành            | 2-3   |
| 25/2/2009 | 19:30 | Thái Sơn Bắc - Maseco                 | 2-0   |
| 26/2/2009 | 14:00 | Hoàng Thư Đà Nẵng - Tân Phong Gia Lai | 5-4   |
| 26/2/2009 | 15:30 | Sanna Khánh Hòa - Đất Lành            | 3-4   |
| 26/2/2009 | 18:00 | Ôtô Phạm Gia Q6 - Thái Sơn Bắc        | 2-3   |
| 26/2/2009 | 19:30 | Thái Sơn Nam - V.Sports Báo CA        | 3-1   |
| 27/2/2009 | 14:00 | Tân Phong Gia Lai - Đất Lành          | 2-6   |
| 27/2/2009 | 15:30 | Thái Sơn Bắc - Hoàng Thư Đà Nẵng      | 2-3   |
| 27/2/2009 | 18:00 | Sanna Khánh Hòa - Thái Sơn Nam        | 1-5   |
| 27/2/2009 | 19:30 | Maseco - Ôtô Phạm Gia Q6              | 7-8   |
| 28/2/2009 | 14:00 | Đất Lành - Thái Sơn Bắc               | 1-1   |
| 28/2/2009 | 15:30 | V.Sports Báo CA - Sanna Khánh Hòa     | 6-2   |
| 28/2/2009 | 18:00 | Maseco - Hoàng Thư Đà Nẵng            | 2-9   |
| 28/2/2009 | 19:30 | Thái Sơn Nam - Tân Phong Gia Lai      | 9-2   |

## Bảng xếp hạng
| Thứ hạng | Đội                  | Trận | Thắng | Hòa | Thua | Điểm | Bàn thắng | Bàn bại | Hiệu số |
| 1        | Thái Sơn Nam         | 8    | 6     | 1   | 1    | 19   | 42        | 16      | 26      |
| 2        | Hoàng Thư Đà Nẵng    | 8    | 6     | 0   | 2    | 18   | 46        | 29      | 17      |
| 3        | Đất Lành             | 8    | 4     | 3   | 1    | 15   | 30        | 25      | 5       |
| 4        | Thái Sơn Bắc         | 8    | 4     | 2   | 2    | 14   | 22        | 15      | 7       |
| 5        | Ôtô Phạm Gia Q6      | 8    | 4     | 1   | 3    | 13   | 52        | 47      | 5       |
| 6        | V.Sports Báo Công an | 8    | 4     | 0   | 4    | 12   | 29        | 20      | 9       |
| 7        | Sanna Khánh Hoà      | 8    | 2     | 1   | 5    | 7    | 32        | 44      | -12     |
| 8        | Maseco               | 8    | 2     | 0   | 6    | 6    | 27        | 45      | -18     |
| 9        | Tân Phong Gia Lai    | 8    | 0     | 0   | 8    | 0    | 22        | 60      | -38     |

## Tổng kết mùa giải
- Vô địch: Thái Sơn Nam – Huy chương vàng và 20 triệu đồng
- Hạng Nhì: Hoàng Thư Đà Nẵng – Huy chương bạc và 15 triệu đồng
- Hạng Ba: Đất Lành – Huy chương đồng và 10 triệu đồng
- Giải phong cách: V.Sports Báo Công an
- Cầu thủ xuất sắc nhất giải: Nguyễn Duy Linh (7) của đội Đất Lành.
- Vua phá lưới: Huỳnh Văn Phúc (8) của đội Hoàng Thư Đà Nẵng.
- Thủ môn xuất sắc: Nguyễn Văn Huy (1) của đội Thái Sơn Bắc.
- Tổ trọng tài hoàn thành xuất sắc nhiệm vụ: Nguyễn Văn Hợi, Lý Thanh Liêm, Ngô Hữu Phúc, Lê Hùng Cường.[4]